# トライエッティング
株式会社トライエッティング（トライエッティング、英: TRYETING Inc.）は、愛知県名古屋市中区に本社を置く日本のノーコードAI企業。

## 概要
名古屋大学大学院博士後期課程に在籍中だった長江祐樹が、菅沼美久および竹島亮（両者とも現取締役副社長）とともに2016年6月に創業。AIの受託開発を経て、2020年3月にノーコード予測AI「UMWELT（ウムベルト）」をリリース。その後、「UMWELT」システムを基盤とし、2020年12月にシフト自動作成AI「HRBEST（ハーベスト）」をリリースした。
社名の「トライエッティング」は、CTO竹島の言葉“Keep TRYING to make something new which doesn't exist YET! （未だ存在しないものをつくるものづくりにトライし続けよう）”が由来となっている。「今日の社会になくて、明日の社会には当然のようにありふれていて、みんながそれがない世界を想像できないようなものづくりを、今日発想して創ろう」という想いを込め、 “TRYING”と“YET”を組み合わせ「トライエッティング」とした。

## サービス

### ノーコード予測AI「UMWELT（ウムベルト）」
専門的な知識がなくても、さまざまな数量を予測でき、 日常業務で使用するExcelデータと連携することによりCSVをAI化し、 業務を効率化できるノーコード予測AIである。

### シフト自動作成AI「HRBEST（ハーベスト）」
シフト表の作成、スタッフとの複雑なシフト調整も瞬時に解決できるシフト管理サービスである。

## 沿革
- 2016年6月 株式会社トライエッティングを愛知県名古屋市に設立
- 2016年7月 AIの受託開発を開始
- 2017年10月 約1.2億円の資金調達
- 2017年10月 本社を伏見スクエアビルに移転
- 2017年11月 CNBベンチャー大賞で中部経済産業局長賞受賞
- 2018年3月 NOBUNAGA21ニュービジネスプラン助成金で最優秀賞受賞
- 2019年5月 本社をセントラル名古屋葵ビルに移転
- 2019年8月 約3億円の資金調達 ※10月にも追加の資金調達
- 2019年8月 財満鎭明 元名古屋大学副総長がトライエッティングの技術顧問に就任
- 2019年12月 Plug and Play Japanのアクセラレーションプログラムに採択
- 2020年3月 ノーコード予測AI「UMWELT（ウムベルト）」をリリース
- 2020年8月 「Microsoft for Startups」に採択
- 2020年12月 シフト自動作成AI「HRBEST（ハーベスト）」をリリース
- 2021年3月 東急不動産ホールディングスと業務提携並びに総額3.5億円の資金調達
- 2021年8月 ウェザーニューズと業務提携
- 2022年11月 ノーコード予測AI「UMWELT」を定額料金で提供開始
- 2023年2月 ノーコード推進協会に入会
- 2023年2月 「ノーコードDXクラウド」の商標登録完了
- 2023年9月 情報セキュリティマネジメントシステム（ISMS）における国際規格「ISO/IEC 27001:2013」の認証を取得

## 各種認定
- 「あいち女性の活躍促進宣言」宣言企業[3]

- あいち食品ロス削減パートナー[4]

- 情報セキュリティマネジメントシステム（ISMS）に関する国際規格「ISO/IEC 27001:2013」[5]